# Vietnamkutia
Vietnamkutia (Cutia legalleni) är en fågel i familjen fnittertrastar inom ordningen tättingar.

## Utbredning och systematik
Vietnamkutia delas in i två underarter med följande utbredning:
- C. c. hoae – centrala Vietnam (Berget Ngoc Linh i provinsen Kon Tum)
- C. c. legalleni – södra Vietnam (Langbianplatån)

Tidigare behandlades vietnamkutia och vitbukig kutia (Cutia nipalensis) som en och samma art, och vissa gör det fortfarande.

## Status
Vietnamkutian har ett litet utbredningsområde och beståndet uppskattas till mellan 10 000 och 20 000 vuxna individer. Den tros också minska i antal till följd av habitatförlust och fångst för burfågelindustrin. Internationella naturvårdsunionen IUCN kategoriserar arten som nära hotad.

## Namn
Kutia och släktesnamnet Cutia kommer från nepalesiskans Khutya för arten vitbukig kutia. Fågelns vetenskapliga artnamn hedrar Maurice Joseph Le Gallen (1873-1956), fransk kolonialadministratör  French colonial administrator, Resident Superior i Kambodja 1914, Resident Superior i Tonkin 1915-1916 och guvernör över Kochinkina 1916-1921.